# Bouhet
Bouhet és un municipi francès situat al departament del Charente Marítim i a la regió de la Nova Aquitània. L'any 2007 tenia 690 habitants.

## Demografia

### Població
El 2007 la població de fet de Bouhet era de 690 persones. Hi havia 228 famílies de les quals 38 eren unipersonals (27 homes vivint sols i 11 dones vivint soles), 65 parelles sense fills, 110 parelles amb fills i 15 famílies monoparentals amb fills.
La població ha evolucionat segons el següent gràfic:
Habitants censats

### Habitatges
El 2007 hi havia 258 habitatges, 232 eren l'habitatge principal de la família, 9 eren segones residències i 18 estaven desocupats. 252 eren cases i 5 eren apartaments. Dels 232 habitatges principals, 200 estaven ocupats pels seus propietaris, 26 estaven llogats i ocupats pels llogaters i 6 estaven cedits a títol gratuït; 5 tenien una cambra, 4 en tenien dues, 20 en tenien tres, 79 en tenien quatre i 124 en tenien cinc o més. 185 habitatges disposaven pel capbaix d'una plaça de pàrquing. A 73 habitatges hi havia un automòbil i a 148 n'hi havia dos o més.

### Piràmide de població
La piràmide de població per edats i sexe el 2009 era:
| Homes | Edats   | Dones |
| ----- | ------- | ----- |
| 0     | 95 o +  | 2     |
| 0     | 90 a 94 | 5     |
| 2     | 85 a 89 | 7     |
| 7     | 80 a 84 | 8     |
| 9     | 75 a 79 | 16    |
| 8     | 70 a 74 | 7     |
| 6     | 65 a 69 | 11    |
| 9     | 60 a 64 | 8     |
| 8     | 55 a 59 | 6     |
| 15    | 50 a 54 | 17    |
| 13    | 45 a 49 | 23    |
| 12    | 40 a 44 | 17    |
| 11    | 35 a 39 | 15    |
| 11    | 30 a 34 | 18    |
| 10    | 25 a 29 | 17    |
| 5     | 20 a 24 | 8     |
| 11    | 15 a 19 | 12    |
| 14    | 10 a 14 | 16    |
| 16    | 5 a 9   | 13    |
| 12    | 0 a 4   | 5     |

## Economia
El 2007 la població en edat de treballar era de 458 persones, 320 eren actives i 138 eren inactives. De les 320 persones actives 296 estaven ocupades (163 homes i 133 dones) i 24 estaven aturades (6 homes i 18 dones). De les 138 persones inactives 35 estaven jubilades, 30 estaven estudiant i 73 estaven classificades com a «altres inactius».

### Ingressos
El 2009 a Bouhet hi havia 260 unitats fiscals que integraven 738 persones, la mediana anual d'ingressos fiscals per persona era de 17.213 €.

### Activitats econòmiques
Dels 18 establiments que hi havia el 2007, 1 era d'una empresa alimentària, 1 d'una empresa de fabricació d'altres productes industrials, 6 d'empreses de construcció, 3 d'empreses de comerç i reparació d'automòbils, 2 d'empreses de transport, 1 d'una empresa d'hostatgeria i restauració, 3 d'empreses de serveis i 1 d'una empresa classificada com a «altres activitats de serveis».
Dels 4 establiments de servei als particulars que hi havia el 2009, 1 era una oficina de correu, 1 fusteria, 1 lampisteria i 1 electricista.
Dels 2 establiments comercials que hi havia el 2009, 1 era una fleca i 1 un drogueria.
L'any 2000 a Bouhet hi havia 12 explotacions agrícoles.

## Equipaments sanitaris i escolars
El 2009 hi havia una escola elemental integrada dins d'un grup escolar amb les comunes properes formant una escola dispersa.

## Poblacions properes
El següent diagrama mostra les poblacions més properes.